# Crenicichla yaha
Crenicichla yaha es una especie de peces Perciformes de la familia Cichlidae.

## Morfología
Los machos pueden llegar alcanzar los 14,6 cm de longitud total.

## Distribución geográfica
Se encuentran solo en la cuenca del arroyo Urugua-í, en el nordeste de la Argentina. Los ejemplares referidos a la cuenca del Iguazú, fueron reasignados a Crenicichla tesay.